# Polyphia
Polyphia és una banda de rock progressiu principalment instrumental amb seu a Plano, Texas, formada el 2010. El grup està format pels guitarristes Tim Henson i Scott LePage, el baixista Clay Gober i el bateria Clay Aeschliman. Inicialment arrelat en un so centrat en el metall en els seus primers llançaments, la música de la banda va evolucionar cap a un estil de rock més progressiu en les seves produccions posteriors, combinant música electrònica i hip-hop. Polyphia ha publicat quatre àlbums d'estudi, un àlbum en directe, dos EPs i nombrosos senzills.
El seu tercer àlbum, New Levels New Devils, va ser el primer a entrar a les llistes d'èxits, arribant al lloc 61 del Billboard 200. El seu quart àlbum, Remember That You Will Die, publicat l'octubre de 2022, va debutar al número 33.

## Història
Polyphia es va formar el 2010 i va aconseguir el primer èxit comercial després que la cançó "Impassion", del seu EP Inspire, interpretada a la guitarra, es fes viral a YouTube. Des de llavors, la popularitat de la banda ha crescut i han compartit escenari amb artistes de metalcore progressiu com ara Periphery, Between the Buried and Me i August Burns Red.
El nom de la banda prové de la paraula "polifonia", que significa música la textura de la qual es defineix per l'entrellaçament de diverses línies melòdiques.
L'any 2014 van començar a experimentar amb la incorporació d'elements pop, funk i electrònics a la seva música al seu primer àlbum de llarga durada titulat Muse. L'àlbum també va incloure altres guitarristes en diverses cançons, que la banda ha citat com a font d'inspiració. També varen signar amb Equal Vision Records després que l'àlbum entrés a la llista Billboard Top 100, cosa que va portar a la seva reedició el 2015.
El seu segon àlbum, Renaissance, publicat el 2016, va continuar amb la fusió d'elements de pop, hip-hop i EDM de la banda.
Polyphia va publicar el seu tercer àlbum d'estudi, New Levels New Devils, el 12 d'octubre de 2018.
El setembre de 2022 van publicar el senzill "Ego Death", el quart del seu darrer àlbum, Remember That You Will Die. Aquest va anar acompanyat d'un vídeo, en tots dos casos amb la participació del virtuós guitarrista Steve Vai. Remember That You Will Die es va publicar el 28 d'octubre de 2022 i també inclou aparicions de Sophia Black, Brasstracks, $NOT i Chino Moreno. L'octubre de 2022, Polyphia va anunciar una gira europea de 15 dates per promocionar el disc.
Polyphia va publicar el seu primer àlbum en directe, Live at the Factory in Deep Ellum, el 24 de novembre de 2023. L'àlbum de 16 cançons es va gravar el 14 d'abril durant la gira Remember That You Will Die a The Factory de Dallas, Texas.

## Estil i influències
Polyphia era originalment coneguda per les seves versions de guitarra de cançons clàssiques a YouTube. La banda barreja elements de rock instrumental i progressiu amb EDM, funk i hip-hop.
Aquest so es va desenvolupar encara més amb el llançament del seu segon EP, The Most Hated, i el seu tercer àlbum de llarga durada, New Levels New Devils, que va comptar amb la producció dels productors de hip-hop i EDM Judge i Y2K.
El seu quart àlbum d'estudi, Remember That You Will Die, ha continuat en aquesta línia, explorant més a fons "l'estil de percussió trap i hip-hop", així com incorporant una varietat de gèneres, com ara el bubblegum pop i la bossa nova.
La banda ha afirmat que les seves influències provenen d'artistes de tots els gèneres. Van començar amb un estil més pesat orientat al shred, però des de llavors han creat un so més centrat en el melòdic. Grups com Within the Ruins i Job for a Cowboy van ser les seves majors inspiracions a l'hora de crear el seu primer EP, Inspire. Quan descriu l'àlbum Muse, el guitarrista Tim Henson diu que la principal inspiració va provenir de la música pop i rap.

## Equipament
Tim Henson és un promotor d'Ibanez amb dues guitarres exclusives actuals, la TOD10N i la TOD10. El THBB10 tenia un mànec d'auró torrat, un pont de trèmolo Gotoh amb clavilles de bloqueig, així com pastilles DiMarzio. La TOD10N és una guitarra elèctrica amb cordes de niló, amb una incrustació única de "l'Arbre de la Mort" concebuda per Henson. La TOD10 (no s'ha de confondre amb la TOD10N) és una guitarra de cos sòlid. Té un mànec d'auró torrat amb la incrustació "Tree of Death" vista per primera vegada al TOD10N, pont de trèmolo Gotoh i capçals de clavilla, i un joc de pastilles humbucker Fishman Fluence Tim Henson Signature. A més, Henson ha treballat amb Neural DSP per llançar el complement de plugin "Archetype: Tim Henson", que conté tres amplificadors simulats i l'adjunt "Multivoicer" característic de Henson.
Scott LePage té una guitarra Ibanez Signature actualment, la KRYS10, i la SLM10, que està fora de producció. L'SLM10 tenia un mànec d'auró rostit, un pont de trèmolo Gotoh amb clavilles de bloqueig, pastilles DiMarzio i una tapa d'auró encoixinat amb un acabat vermell mat transparent. El KRYS10 també té un mànec d'auró torrat i un pont de trèmolo Gotoh amb clavilles de bloqueig, però les pastilles són un conjunt de humbuckers Fishman Fluence Scott LePage Signature.
Clay Aeschliman treballa tant amb TAMA Drums com Meinl Percussion.
Clay Gober utilitza baixos Ibanez, els més comuns són els de la sèrie Ibanez SR.

## Membres de la banda
Actuals
- Tim Henson – guitarra (2010–present)
- Scott LePage – guitarra (2010–present)
- Clay Gober – baix (2012–present)
- Clay Aeschliman – bateria (2016–present)

Passats
- Brandon Burkhalter - bateria (2010-2014; 2015-2016), veu neta (2010-2011)
- Lane Duskin – veu (2010–2012)
- Randy Methe – bateria (2014–2015)

Cronologia

## Discografia

### Àlbums d'estudi
| Muse                                                                              | - Released: September 2, 2014 - Label: Independent - Format: CD, LP, digital download, streaming | —  | —  | —  |
| Renaissance                                                                       | - Released: March 11, 2016 - Label: Equal Vision - Format: CD, LP, digital download, streaming   | —  | —  | —  |
| New Levels New Devils                                                             | - Released: October 12, 2018 - Label: Equal Vision - Format: CD, LP, digital download, streaming | 61 | —  | —  |
| Remember That You Will Die                                                        | - Released: October 28, 2022 - Label: Rise - Format: CD, cassette, digital download, streaming   | 33 | 72 | 73 |
| "—" denotes a recording that did not chart or was not released in that territory. |                                                                                                  |    |    |    |

### Àlbums en directe
| Títol                             | Detalls                                                                           |
| --------------------------------- | --------------------------------------------------------------------------------- |
| Live at the Factory in Deep Ellum | - Released: November 24, 2023 - Label: Rise - Format: digital download, streaming |

### EPs
| Títol          | Detalls                                                                                  |
| -------------- | ---------------------------------------------------------------------------------------- |
| Resurrect      | - Released: November 13, 2011 - Label: Independent - Format: digital download, streaming |
| Inspire        | - Released: April 21, 2013 - Label: Independent - Format: digital download, streaming    |
| The Most Hated | - Released: July 14, 2017 - Label: Independent - Format: digital download, streaming     |

### Singles
| Title                                             | Year | Album                      |
| ------------------------------------------------- | ---- | -------------------------- |
| "Envision" (featuring Rick Graham)                | 2013 | Non-album singles          |
| "LIT"                                             | 2017 | Non-album singles          |
| "G.O.A.T."                                        | 2018 | New Levels New Devils      |
| "O.D."                                            | 2018 | New Levels New Devils      |
| "Yas" (featuring Mario Camarena and Erick Hansel) | 2018 | New Levels New Devils      |
| "Look But Don't Touch" (featuring Lewis Grant)    | 2019 | Non-album singles          |
| "Inferno"                                         | 2019 | Non-album singles          |
| "Playing God"                                     | 2022 | Remember That You Will Die |
| "Neurotica"                                       | 2022 | Remember That You Will Die |
| "ABC" (featuring Sophia Black)                    | 2022 | Remember That You Will Die |
| "Ego Death" (featuring Steve Vai)                 | 2022 | Remember That You Will Die |